# Alessandro Baricco
Alessandro Baricco, född 25 januari 1958 i Turin, Italien. Italiensk författare, musikkritiker och programledare.
Alessandro Baricco växte upp i Turin och har studier i musik och filosofi bakom sig. Hans filosofilärare var Gianni Vattimo (1936). Han har varit verksam som redaktör, copywriter och kritiker och driver för närvarande en författarskola. 
Som skönlitterär författare debuterade han 1991 med romanen Castelli di rabbia (Vredens slott). I Sverige slog han igenom med romanen Silke (1998). Baricco räknas som en av de största nutida europeiska författarna. I Sverige har endast romaner utgivits, men han har även skrivit dramer för teater och utgivit akademiska verk om bland annat Rossini.